# 巴萨卢佐
巴萨卢佐（義大利語：Basaluzzo），是意大利亚历山德里亚省的一个市镇。总面积15.22平方公里，人口2114人，人口密度138.9人/平方公里（2009年）。ISTAT代码为006012。